# Accius
Accius foi um poeta latino no século XVI, a quem é atribuída uma paráfrase das Fábulas de Esopo, a qual é elogiada com louvor por Julius Caesar Scaliger.